# Dash and Lily
Dash and Lily est une mini-série télévisée de Noël américaine de huit épisodes sortie sur Netflix le 10 novembre 2020. Elle adapte le roman de David Levithan et Rachel Cohn.

## Synopsis
Dash, un adolescent new-yorkais qui déteste Noël, décide de passer cette période seul en ville en faisant croire à chacun de ses parents divorcés qu'il est avec l'autre. Passionné de livres, il découvre dans une librairie un carnet rouge qui lui propose un jeu de piste pour entamer une correspondance. Il se prend au jeu et essaie de découvrir sa mystérieuse correspondante.

## Distribution

### Acteurs principaux
- Austin Abrams (VF : Gabriel Bismuth-Bienaimé) : Dash
- Midori Francis (VF : Lila Lacombe) : Lily
- Dante Brown (VF : Jhos Lican) : Boomer, le meilleur ami de Dash
- Troy Iwata (VF : Adrien Larmande) : Langston, le frère aîné de Lily

### Acteurs récurrents et secondaires
- Patrick Vaill (VF : Benjamin Gasquet) : Mark, le gérant de la librairie
- Keana Marie (VF : Zina Khakhoulia) : Sofia, l'ex petite amie de Dash
- Diego Guevara : Benny, le petit ami de Langston
- Glenn McCuen : Edgar Thibaud, l'intimidateur de Lily depuis le collège
- Leah Kreitz (VF : Laetitia Godès) : Aryn, l'amie de Lily
- Ianne Fields Stewart (VF : Daria Levannier) : Roberta, l'amie de Lily
- Agneeta Thacker (VF : Cerise Calixte) : Priya, l'amie de Sofia
- James Saito (VF : Jean-Marc Charrier) : Arthur Mori
- Jodi Long (VF : Ivana Coppola) : Mrs. Lilith St. Dubois / Miss. Basil E., la grand-tante de Lily et Langston
- Michael Cyril Creighton (VF : Jerome Wiggins) : Jeff l'Elfe / Drag Queen
- William Hill : Santa Claus / Oncle Sal
- Michael Park : Gordon, le père de Dash
- Gideon Emery : Adam, le père de Lily et Langston
- Jennifer Ikeda (VF : Josy Bernard) : Grace, la mère de Lily et Langston
- Nick Jonas (VF : Hugo Brunswick) : lui-même
- Jonas Brothers : eux-mêmes

## Production
La série est produite par Shawn Levy.

### Attribution des rôles
Le rôle de Dash est donné à Austin Abrams, vu dans les séries The Walking Dead et Euphoria.
Le rôle de Lily est dévolu à Midori Francis, actrice dans Good Boys.

### Fiche technique
- Titre original et français : Dash and Lily
- Création : Joe Tracz
- Réalisation : Fred Savage, Pamela Romanowsky, Brad Silberling
- Scénario : Lauren Moon, Harry Tarre, Joe Tracz, Carol Barbee, d'après le roman de David Levithan et Rachel Cohn
- Photographie : Eric Treml
- Montage : Robert Nassau
- Musique : Dan the Automator
- Société de production et distribution : Netflix
- Pays d'origine :  États-Unis
- Langue originale : anglais

## Épisodes
La série s'arrête après la saison 1, Netflix annonçant, contrairement aux projets évoqués par Joe Tracz d'adapter les tomes 2 et 3 du roman, qu'il n'aurait pas de saison 2.
1. Dash (Dash)
2. Lily (Lily)
3. Hanoukka (Hanukkah)
4. Cendrillon (Cinderella)
5. Sofia et Edgar (Sofia & Edgar)
6. Le Réveillon de Noël (Christmas Eve)
7. Noël (Christmas)
8. La Saint-Sylvestre (New Year's Eve)